# Geoffrey Bush
Pour les articles homonymes, voir Bush.
Geoffrey Bush, né à Londres le 23 mars 1920, et mort dans cette ville le 24 février 1998, est un compositeur britannique, organiste et musicologue spécialiste de la musique anglaise du XXe siècle.

## Biographie
Geoffrey Bush est né à Londres, devint choriste à la Cathédrale de Salisbury à l'âge de huit ans, et étudia de façon informelle avec le compositeur John Ireland. Il étudia au Lancing College, termina ses études au Balliol College, à Oxford, et en sortit diplômé en 1946. Il obtint aussi une maîtrise universitaire ès lettres classiques en 1947.
Pendant la seconde guerre mondiale, il s'inscrivit comme objecteur de conscience, et fut surveillant adjoint d'un foyer d'étudiants à Tredegar, dans le comté de Monmouthshire, de 1941 à 1945.
Bush enseigna d'abord la musique à l'Université d'Oxford, puis à l'Université de Londres, de 1952 jusqu'à la fin de sa carrière. Il écrivit beaucoup sur la musique anglaise, eut un intérêt marqué pour l'édition de compositeurs anglais, notamment les compositeurs négligés, et s'intéressa en particulier aux œuvres et à l'influence de William Sterndale Bennett. Il mourut dans sa ville natale d'un cancer de la prostate. Le réalisateur Paul Bush est son fils.

## Œuvres
Ses compositions comprennent 
Opéras,
- The Spanish Rivals pour marionnettes (1948)
- The Blind Beggar's Daughter, opéra pour enfants (1954)
- If the Cap Fits, opéra en un acte (1957)
- The Equation, (1968)

Musique symphonique
- Symphonie no 1 (1954)
- Symphonie no 2 (1957)
- Concerto pour orchestre de musique légère (1958)
- Concerto pour piano, trompette et cordes (1962)

Autres
- Trio pour hautbois, basson et piano (1952)
- Dialogue pour hautbois et piano (1960)
- Quintette à vent (1963)

des œuvres chorales, comme sa Christmas Cantata et de nombreux chants. Sa Music for Strings fut composée pour le Shropshire Music Service.

## Sources
- (en) Cet article est partiellement ou en totalité issu de l’article de Wikipédia en anglais intitulé « Geoffrey Bush » (voir la liste des auteurs).